# Liste der Biografien/Horb
Liste der Biografien |
Portal Biografien |
Personensuche
# |
A |
B |
C |
D |
E |
F |
G |
H |
I |
J |
K |
L |
M |
N |
O |
P |
Q |
R |
S |
T |
U |
V |
W |
X |
Y |
Z |
?
 
Ha |
Hd |
He |
Hi |
Hj |
Hk |
Hl |
Hm |
Hn |
Ho |
Hr |
Hs |
Ht |
Hu |
Hv |
Hw |
Hy
 
Hoa |
Hob |
Hoc |
Hod |
Hoe |
Hof |
Hog–Hok |
Hol |
Hom |
Hon |
Hoo |
Hop |
Hoq |
Hor |
Hos |
Hot |
Hou |
Hov |
How |
Hox |
Hoy |
Hoz
 
Hora |
Horb |
Horc |
Hord |
Hore |
Horf |
Horg |
Horh |
Hori |
Horj |
Hork |
Horl |
Horm |
Horn |
Horo |
Horp |
Horr |
Hors |
Hort |
Horu |
Horv |
Horw |
Horx |
Hory |
Horz
Die Liste der Biografien führt alle Personen auf, die in der deutschsprachigen Wikipedia einen Artikel haben. Dieses ist eine Teilliste mit 55 Einträgen von Personen, deren Namen mit den Buchstaben „Horb“ beginnt.

## Horb
- Horb, Johann Heinrich (1645–1695), deutscher evangelischer Theologe
- Horb, Margaret (* 1967), deutsche Politikerin (CDU), MdB
- Horb, Tetjana (* 1965), deutsch-ukrainische Handballspielerin und -trainerin

### Horba
- Horbach, Annegret (* 1966), deutsche Pflegewissenschaftlerin
- Horbach, Margarita (* 1965), deutsche Moderatorin, Schauspielerin und Regisseurin
- Horbach, Michael (1924–1986), deutscher Journalist und Schriftsteller
- Horbaczewski, Antin (1856–1944), ukrainischer Politiker
- Horbaczewski, Eugeniusz (1917–1944), polnischer Jagdflieger im Zweiten Weltkrieg
- Horbaczewski, Ivan (1854–1942), ukrainischer Chemiker (organische Chemie und Biochemie)
- Horbaef, altägyptischer Prinz
- Horbal, Mykola (* 1940), ukrainischer Dichter, Politiker und Menschenrechtsaktivist
- Horbatsch, Anna-Halja (1924–2011), ukrainische Literaturwissenschaftlerin, Übersetzerin ins Deutsche, Bürgerrechts-Aktivistin und Verlegerin
- Horbatsch, Maryna Er (* 1981), ukrainische Filmregisseurin und Drehbuchautorin
- Horbatschewsky, Lukas Alexander von (* 2000), deutscher Schauspieler und Drehbuchautor
- Horbatschjou, Wassil (* 1965), belarussischer Skilangläufer
- Horbatschow, Dmytro (* 1937), ukrainischer Kunstkritiker und Kunsthistoriker

### Horbe
- Hörbe, Alexander (* 1968), deutscher Schauspieler
- Hörbe, Friderikke-Maria (* 1971), deutsche Film- und Theaterschauspielerin
- Hörbe, Ginggan Maria (* 2004), deutsche Schauspielerin
- Hörbe, Olaf (* 1952), deutscher Schauspieler, Theaterregisseur und Bühnenautor
- Hörbelt, Berthold (* 1958), deutscher Bildhauer, Teil des Künstlerduos "Winter/Hörbelt"
- Horbelt, Matthias (* 1968), deutscher Schauspieler und Filmemacher
- Horbelt, Rainer (1944–2001), deutscher Schriftsteller und Regisseur
- Horbenko, Hennadij (1975–2025), ukrainischer Hürdenläufer
- Horber, Eugen (1879–1933), deutscher Verwaltungsjurist und Bezirksoberamtmann
- Hörber, Niklas (* 1991), deutscher Fußballspieler
- Horber, Rico (* 1980), Schweizer Schlagzeuger und Musikproduzent
- Hörberg, Pehr (1746–1816), schwedischer Maler, Kupferstecher und Komponist
- Horberth, Hans (* 1970), deutscher Koch

### Horbi
- Hörbiger, Alfred (1891–1945), österreichischer Ingenieur, Unternehmer und akademischer Maler
- Hörbiger, Alois (1810–1876), österreichischer Orgelbauer und Domorgelbaumeister
- Hörbiger, Attila (1896–1987), österreichischer Schauspieler
- Hörbiger, Bartlmä (1813–1860), österreichischer Orgelbauer
- Hörbiger, Christiane (1938–2022), österreichische Schauspielerin und SynchronsprecherinChristiane Hörbiger (1938–2022)

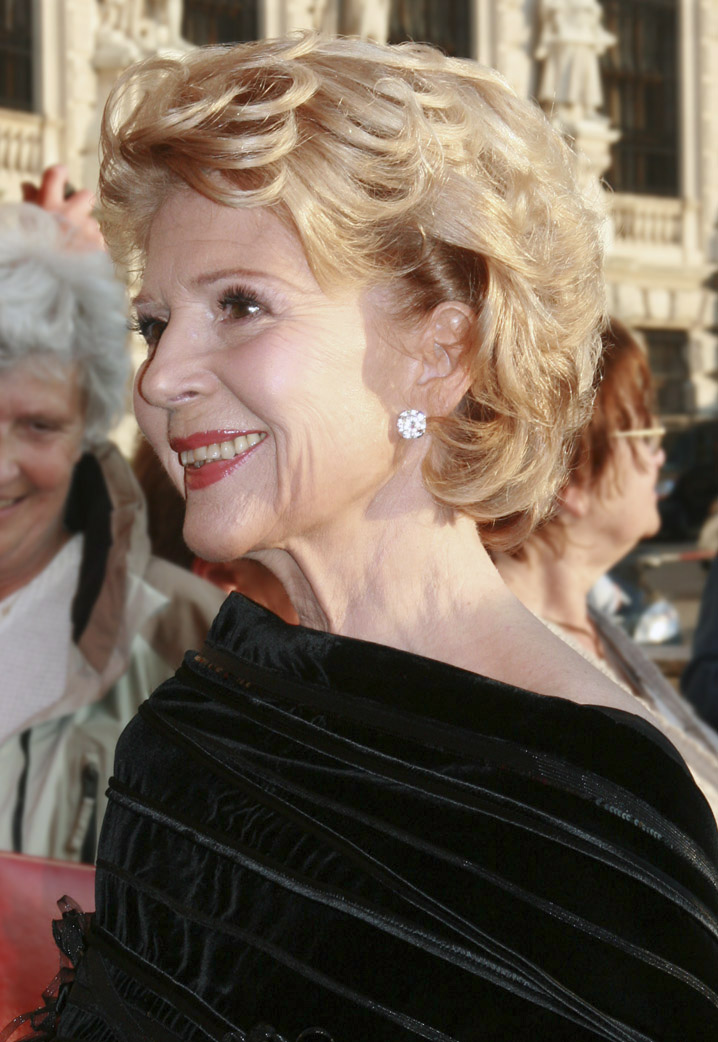
Christiane Hörbiger (1938–2022)

- Hörbiger, Eva (1938–2012), österreichische Schauspielerin
- Hörbiger, Hanns (1860–1931), österreichischer Ingenieur
- Hörbiger, Maresa (* 1945), österreichische Kammerschauspielerin
- Hörbiger, Mavie (* 1979), deutsch-österreichische Schauspielerin und Ensemblemitglied am Wiener BurgtheaterMavie Hörbiger (* 1979)

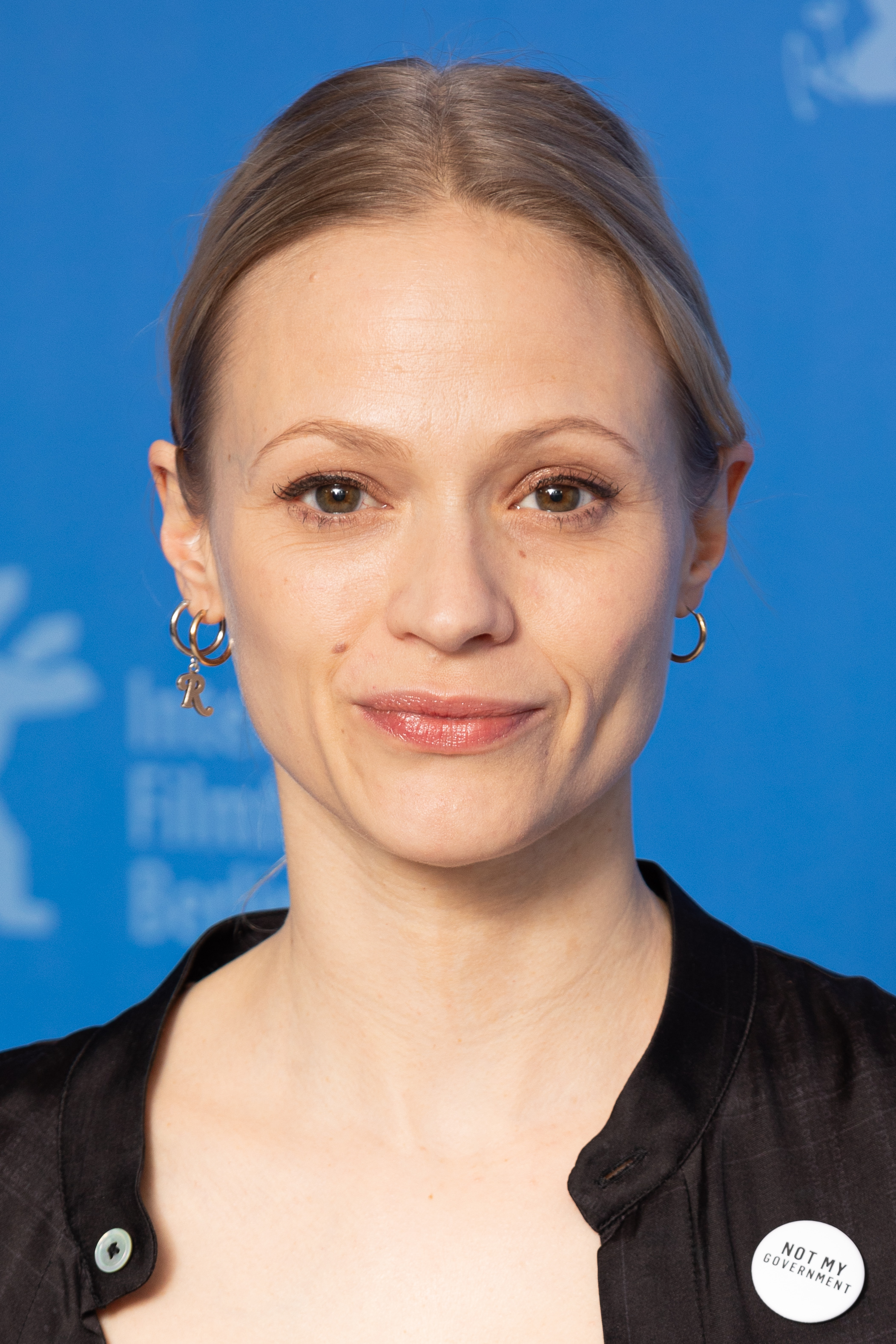
Mavie Hörbiger (* 1979)

- Hörbiger, Paul (1894–1981), österreichischer Schauspieler
- Hörbiger, Thomas (1931–2011), österreichischer Schauspieler
- Hörbing, Sonja (1934–2010), deutsche Schauspielerin

### Horbo
- Horbol, Karl Ernst (* 1953), deutscher Schauspieler, Regisseur und Hörspielsprecher
- Horborch, Wilhelm († 1384), deutscher Kanonist
- Horbowski, Mieczysław Apolinary (1849–1937), polnischer Bariton und Gesangspädagoge
- Horbowski, Wladimir (1905–1989), georgisch-deutscher Klavierpädagoge
- Horbowy, Zbigniew (1935–2019), polnischer Künstler, Industrie-Designer und Hochschullehrer

### Horbs
- Hörbst, Baptist (1850–1927), Schweizer Bildhauer
- Hörbst, Ludwig (1903–1981), österreichischer Mediziner

### Horbu
- Horbulin, Wolodymyr (* 1939), ukrainischer Ingenieur und Politiker
- Hörburger, Anton (1886–1978), niederländischer Fußballspieler
- Hörburger, Arnold (1886–1966), niederländischer Fußballspieler
- Hörburger, Christina (* 1996), österreichische Politikerin (ÖVP)
- Hörburger, Daniela, deutsche Biathletin
- Hörburger, Franz (1882–1974), österreichischer Lehrer und Autor
- Horbury, Peter (1950–2023), britischer Autodesigner und Chefdesigner bei Volvo